# BMW Hydrogen 7
De BMW Hydrogen 7 is een waterstofauto geproduceerd door de Duitse autofabrikant BMW in een beperkte oplage. De auto is gebaseerd op de traditionele BMW 7-serie en in het bijzonder op de 760Li.  Het gebruikt dezelfde zesliter V12-motor zoals de 760i en 760Li; de motoren voor deze productieauto wijken af in de zin dat zij zowel waterstof als benzine kunnen gebruiken voor de verbranding. In tegenstelling tot veel andere waterstofaangedreven voertuigen - zoals deze geproduceerd worden door Honda, General Motors en Daimler AG, die werken op brandstofcel-technologie en waterstof-voor-elektriciteitsproductie - verbrandt de BMW Hydrogen 7 waterstof in een (bivalente) verbrandingsmotor.
De BMW Hydrogen 7 had als voorgangers de twee eerste door waterstof aangedreven auto's, namelijk de 15 BMW's 750hL (in 2000 gebouwd op basis van de BMW 750i (E38)) en de H2R uit 2004.

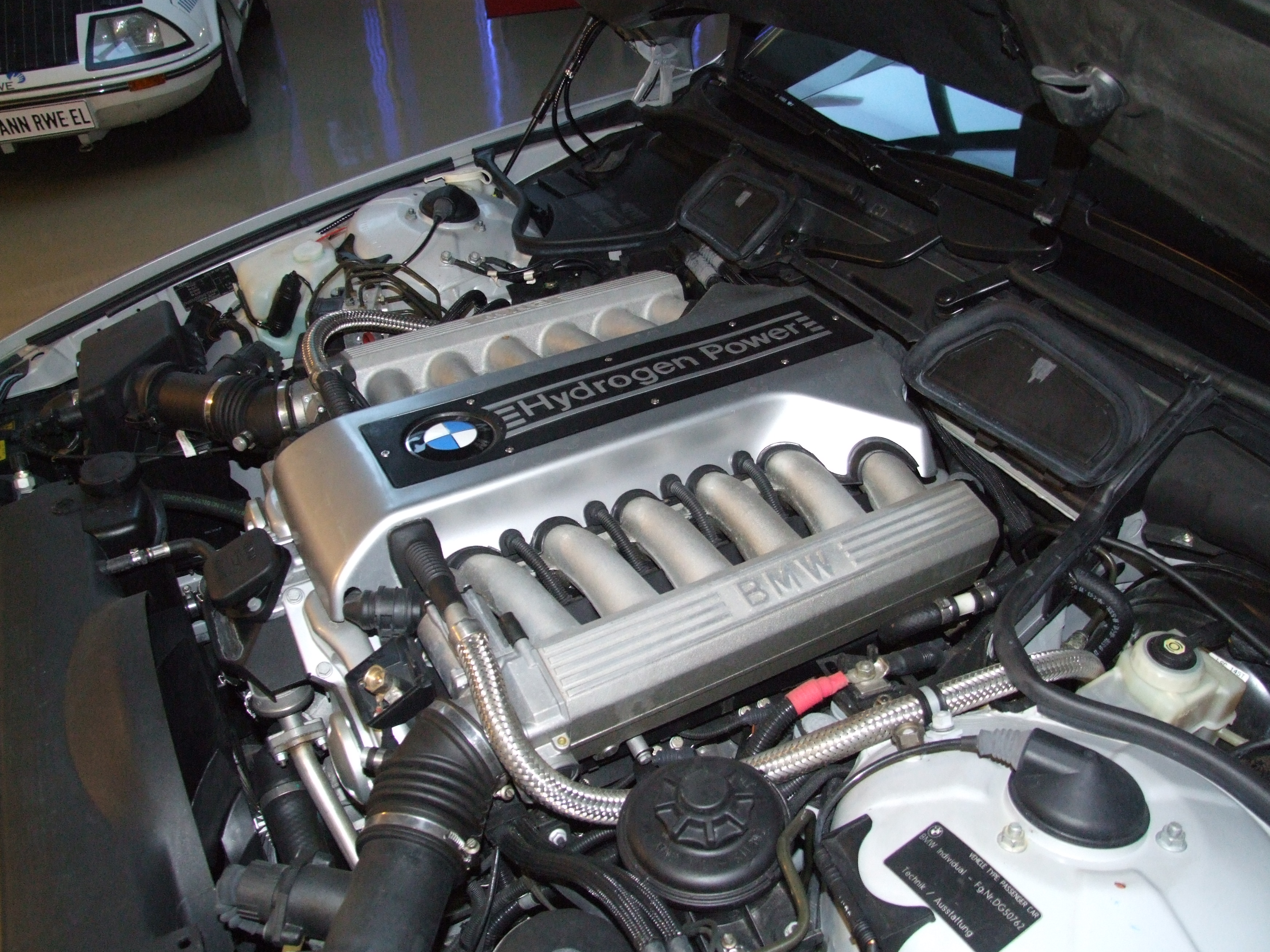
Waterstofmotor met twaalf cilinders voor BMW Hydrogen 7